# Piccadilly (Metrolink di Manchester)
Piccadilly è una stazione della Metrolink di Manchester ed è situata al piano seminterrato della stazione ferroviaria di Manchester Piccadilly che è la stazione più trafficata della città. Dalla stazione partono le linee per Altrincham, Bury ed Eccles. È una stazione terminale per tutte le corse.

## Storia
La stazione è stata aperta al pubblico il 4 giugno del 1992 ed è stata interessata da lavori di ristrutturazione nel 2008, anno in cui furono cambiati i colori ed il simbolo aziendale. Sono in corso i lavori per il completamento per la linea per Ashton-under-Lyne con cui Piccadilly da stazione terminale diventerà stazione passante.

## Galleria d'immagini

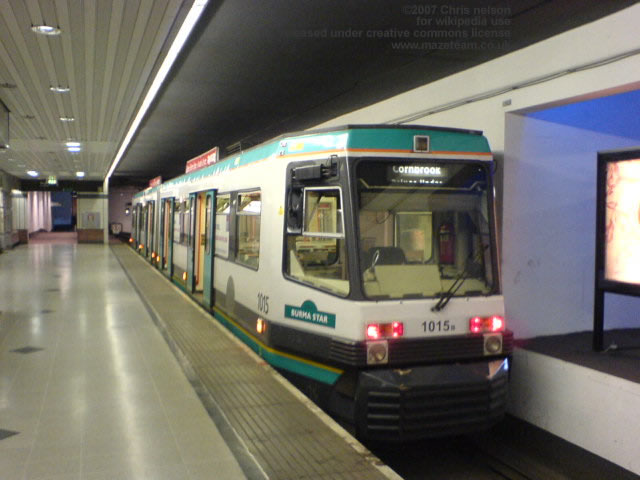
Piccadilly nel 2007.
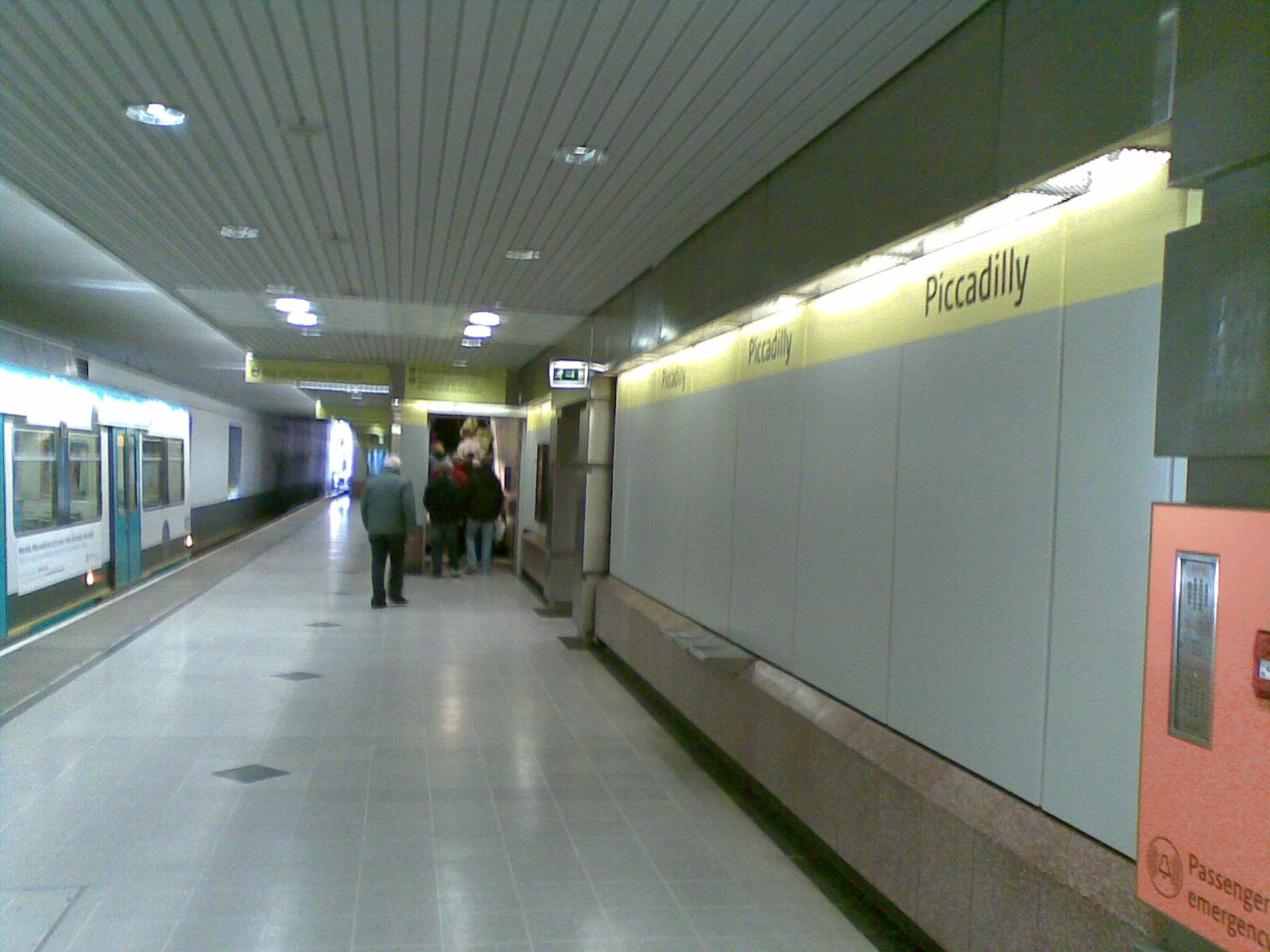
La stazione di Piccadilly dopo i lavori del 2009.
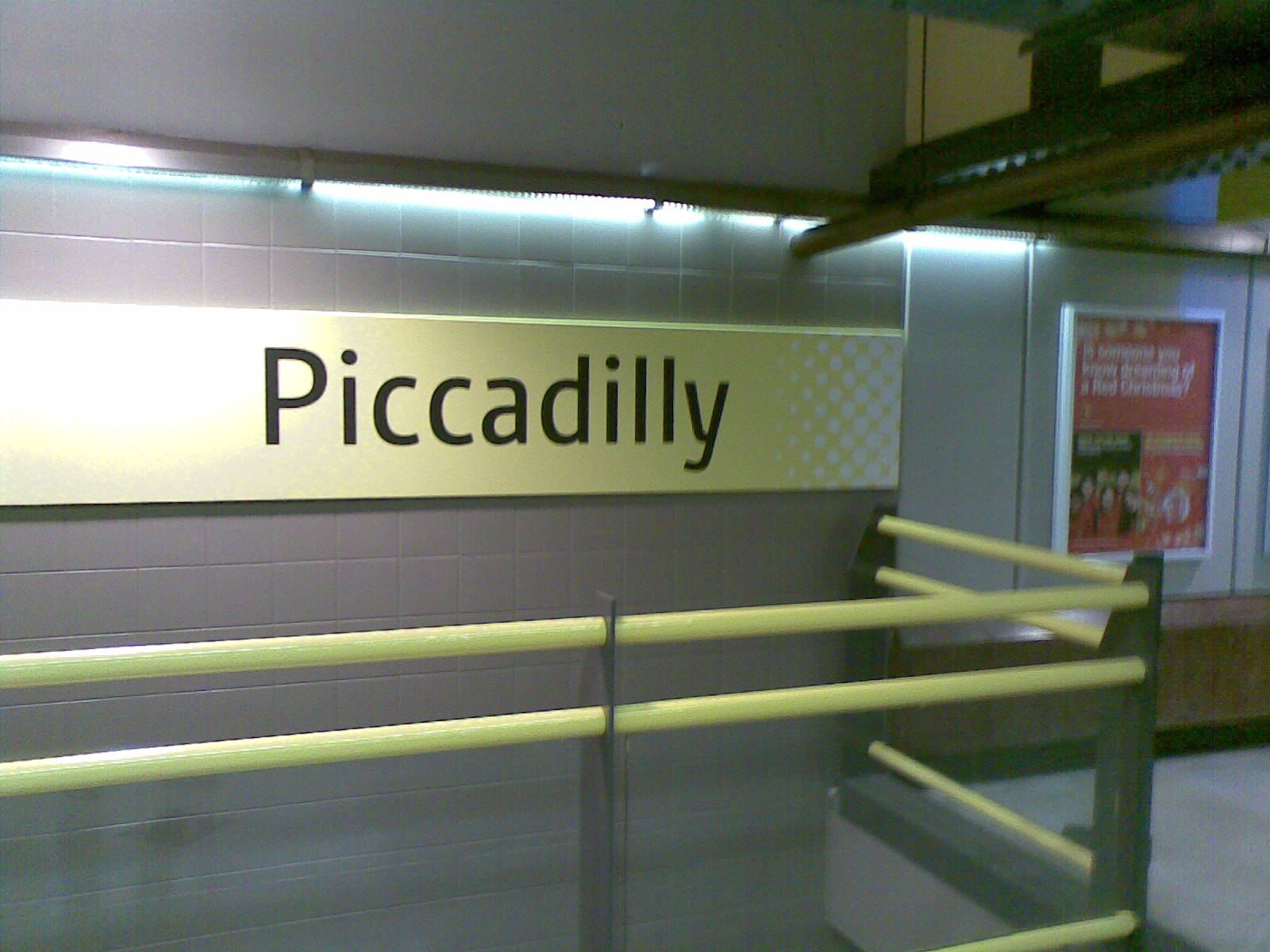
Il cartellone.
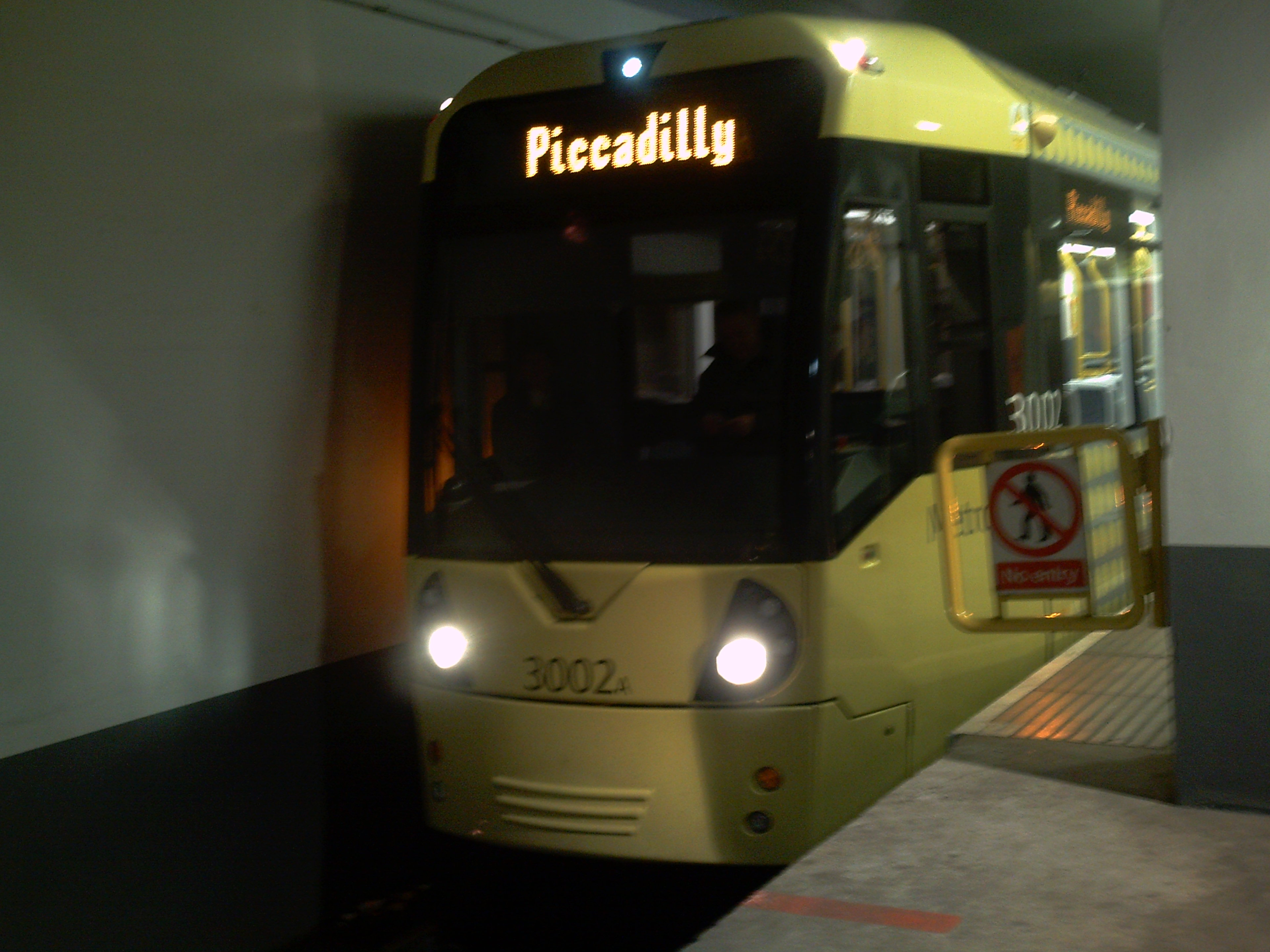
Treno in ingresso.